# Nicolas Gojković
Nicolas Gojković, né le 26 juin 2004 à Varsovie, est un coureur cycliste croate. Il est membre de l'équipe Adria Mobil.

## Biographie
Nicolas Gojković est né en juin 2004 à Varsovie, d'un père croate et d'une mère polonaise. Depuis l'âge de quatre ans, il vit à Zadar. Il prend sa première licence dans un club de vélo en 2013, suivant ainsi les traces de son grand frère Oliver, lui-même ancien coureur cycliste au niveau amateur,. 
Dans les catégories de jeunes, il devient champion de Croatie à de nombreuses reprises. Il est notamment sacré triple champion national en 2021, dans la course en ligne, le contre-la-montre et le critérium. La même année, il intègre le club italien Fratelli Giorgi. Il représente aussi son pays aux championnats du monde juniors. 
En 2022, il conserve ses trois titres nationaux. Il se classe également cinquième d'une compétition internationale en Slovaquie, ou encore dix-septième du championnat d'Europe sur route juniors. Après ces performances, il réalise ses débuts espoirs en 2023 avec le BK Zadar, son club formateur. Il intègre ensuite l'équipe continentale Adria Mobil en 2024. Sous les couleurs de cette formation, il conquiert ses premiers titres de champion de Croatie chez les élites.

## Palmarès et résultats

### Palmarès par année
- 2019
  - 2e du championnat de Croatie sur route cadets
- 2020
  -  Champion de Croatie sur route cadets
  -  Champion de Croatie du contre-la-montre cadets
- 2021
  -  Champion de Croatie sur route juniors
  -  Champion de Croatie du contre-la-montre juniors
  -  Champion de Croatie du critérium juniors
- 2022
  -  Champion de Croatie sur route juniors
  -  Champion de Croatie du contre-la-montre juniors
  -  Champion de Croatie du critérium juniors
  - 3e du championnat de Croatie de cyclo-cross juniors
- 2024
  -  Champion de Croatie du contre-la-montre
  -  Champion de Croatie du critérium
  - 2e du championnat de Croatie sur route

### Classements mondiaux
| Année           | 2023   |
| --------------- | ------ |
| UCI Europe Tour | 1 223e |